# DM70
DM70 – subminiaturowa lampa elektronowa (wskaźnik dostrojenia), opracowana na początku lat 50. XX w.,  stosowana w lampowych radioodbiornikach, także tych produkowanych w Polsce. Posiada charakterystyczne „oczko” w kształcie wykrzyknika.

## Dane techniczne
- napięcie żarzenia – 1,4 V
- prąd żarzenia –  0,025 A
- maksymalne napięcie anodowe – 150 V
- maksymalna moc tracona na anodzie – 0,075 W
- maksymalny prąd katodowy  – 0,6 mA
- prąd anodowy – 0,17 mA